# BDNF
Нейротрофический фактор мозга (также нейротропный фактор мозга; англ. brain-derived neurotrophic factor) — белок человека, кодируемый геном BDNF. BDNF — относится к нейротрофинам, веществам, стимулирующим и поддерживающим развитие нейронов.

## Функции
BDNF действует на определенные нейроны центральной и периферической нервных систем, помогая выживать появляющимся нейронам, увеличивает численность и дифференциацию новых нейронов и синапсов. В головном мозге он активен в гиппокампе, коре и в переднем мозге — областях, отвечающих за обучение и память. Также он выражен в сетчатке, моторных нейронах, почках, слюне и простате.
BDNF важен для долговременной памяти. Несмотря на то, что подавляющее большинство нейронов в мозге млекопитающих образуется внутриутробно, некоторые части взрослого мозга сохраняют способность создавать новые нейроны из стволовых клеток при процессе, называемом нейрогенез. Нейротрофины — это протеины, помогающие стимулировать и контролировать этот процесс, один из самых активных — BDNF. Мыши, рожденные без способности к синтезу BDNF, страдают от дефектов мозга и чувствительной нервной системы, связанными с развитием, и погибают вскоре после рождения — таким образом можно предположить, что BDNF играет важную роль в нормальном нервном развитии. Другие нейротрофины, структурно родственные BDNF — NT-3, NT-4 и NGF.
BDNF синтезируется на эндоплазматическом ретикулуме и выделяется везикулами плотной сердцевины. Он метится карбоксипептидазой E (CPE), и нарушение этой метки, предположительно, вызывает проблемы в сортировке BDNF в везикулах. Фенотип мыши без BDNF может быть проблемным, включая послеродовую смертность. Другие особенности включают в себя ущерб сенсорной нервной системы, что влияет на координацию, вестибулярный аппарат, слух, вкус и дыхание. Такие мыши также проявляют мозжечковые нарушения и рост численности симпатических нейронов.
Определённые типы физических упражнений вызывают явное (трёхкратное) усиление синтеза BDNF в человеческом мозге — феномен, частично связанный с вызванным упражнениями нейрогенезом и улучшении когнитивной (познавательной) функции. Ниацин появляется для усиления выделения BDNF и TrkB (тропомиозиновый рецептор киназы B).

## Механизм действия
BDNF связывается как минимум с двумя рецепторами на поверхности клеток, которые способны отвечать на этот фактор роста: TrkB и LNGFR (рецептор низкой аффинности нервного фактора роста, также известный как p75). BDNF также может модулировать активность различных рецепторов нейротрансмиттеров, включая Альфа-7-никотиновый ацетилхолиновый рецептор (α7nAChR). Было также показано, что BDNF взаимодействует с сигнальной цепочкой reelin. В период развития мозга клетки Кахаля-Ретциуса снижают экспрессию рилина под воздействием BDNF.

### TrkB
Рецептор TrkB кодируется геном NTRK2 и является членом семейства рецепторов тирозинкиназ, в которое также входят TrkA и TrkC. Автофосфорилирование TrkB зависит от его связывания с лигандом BDNF, широко экспрессируемым активностью зависимым нейротрофическим фактором, который регулирует синаптическую пластичность и дисрегулируется после гипоксического повреждения.

### LNGFR
Роль другого рецептора BDNF, p75, менее ясна. В то время как рецептор TrkB взаимодействует с BDNF специфически для лиганда, все нейротрофины могут взаимодействовать с рецептором p75. Когда активируется рецептор p75, это приводит к активации рецептора NFkB. Таким образом, нейротрофическое сигнализирование может инициировать апоптоз вместо путей выживания в клетках, экспрессирующих рецептор p75 в отсутствие рецепторов Trk. Недавние исследования показали, что укороченная изоформа рецептора TrkB (t-TrkB) может действовать как доминантный негативный элемент для нейротрофинового рецептора p75, ингибируя активность p75 и предотвращая клеточную гибель, индуцированную BDNF.

## Экспрессия
Белок BDNF кодируется геном, который также называется BDNF, и находится у человека на хромосоме 11. Структурно транскрипция BDNF регулируется восемью различными промоторами, каждый из которых приводит к образованию различных транскриптов, содержащих один из восьми некодируемых 5' экзонов (I-VIII), сплочённых с 3' кодирующим экзоном. Активность промотора IV, ведущая к транслированию мРНК, содержащей экзон IV, сильно стимулируется кальцием и в основном контролируется регуляторным компонентом CREB, что предполагает возможную роль транскрипционного фактора CREB как источника активности BDNF, зависимой от активности.
Существует несколько механизмов, через которые нейронная активность может увеличивать специфическую экспрессию экзона IV BDNF. Возбуждение нейронов, индуцированное стимулом, может привести к активации NMDA рецептора, что вызывает кальциевый поток. Через каскад сигнальных молекул, требующих Erk, CaM KII/IV, PI3K и PLC, активация NMDA рецептора может инициировать транскрипцию экзона IV BDNF. Экспрессия экзона IV BDNF также, по-видимому, может дополнительно стимулировать свою собственную экспрессию через активацию TrkB. BDNF высвобождается из постсинаптической мембраны в зависимости от активности, что позволяет ему воздействовать на локальные рецепторы TrkB и вызывать эффекты, которые могут привести к каскадам сигнализации, также вовлекающим Erk и CaM KII/IV. Оба этих пути, вероятно, включают кальций-зависимую фосфорилиацию CREB на Ser133, что позволяет ему взаимодействовать с регуляторным доменом Cre BDNF и активировать транскрипцию. Однако сигнальная активность NMDA-рецепторов, вероятно, необходима для запуска увеличения экспрессии экзона IV BDNF, поскольку обычно взаимодействие CREB с CRE и последующий перевод транскрипта BDNF блокируются транскрипционным фактором с основным петлевидно-спиральным структурным элементом 2 (BHLHB2). Активация NMDA-рецептора вызывает высвобождение регуляторного ингибитора, что позволяет активировать экспрессию экзона IV BDNF в ответ на кальциевый поток, инициированный активностью. Активация рецептора дофамина D5 также способствует экспрессии BDNF в нейронах префронтальной коры.

## BDNF-AS
Геномный локус, кодирующий BDNF, является структурно сложным и также кодирует BDNF-антисенс (BDNF-AS; см. Антисмысловые РНК, также известный как BDNFOS или ANTI-BDNF). BDNF-AS — это длинная некодирующая РНК (lncRNA), транскрибируемая с противоположной цепи гена BDNF. Эта РНК была идентифицирована в 2005 году через поиски в базах данных EST и последующие эксперименты RT-PCR. Ген, кодирующий BDNF-AS, находится на хромосоме 11p14.1. BDNF мРНК и BDNF-AS имеют общую перекрывающуюся область и образуют двойные РНК (dsRNA) дуплексы.
BDNF-AS регулирует экспрессию BDNF и может подавлять BDNF мРНК. В человеческой неокортексе, регионы с увеличенной активностью и экспрессией BDNF демонстрируют сниженный уровень экспрессии BDNF-AS. Повышенные уровни BDNF-AS ассоциируются с уменьшением экспрессии BDNF и показано, что они способствуют нейротоксичности, увеличению апоптоза и снижению жизнеспособности клеток. Напротив, ингибирование BDNF-AS приводит к увеличению экспрессии BDNF мРНК, активации сигнализации, опосредованной BDNF, увеличению уровня BDNF белка, подавлению нейронного апоптоза и стимулированию роста и дифференцировки нейронов.
Ген BDNF-AS состоит из 10 экзонов и функционального промотора выше экзона 1. Ген BDNF-AS генерирует множество различных некодирующих РНК через альтернативный сплайсинг. Это разнообразие сплайс изоформ является общим для эукариотических организмов, особенно в нервной системе. Примечательно, что BDNF-AS отсутствует у грызунов, хотя в геномах шимпанзе и макак-резусов присутствуют высокогомологичные последовательности, что предполагает приматное/гоминидное происхождение BDNF-AS.
Изменения в генах BDNF и BDNF-AS являются важными факторами, которые могут изменить функцию BDNF и способствовать различным фенотипам человека, влияющим на восприимчивость к заболеваниям и результаты лечения.